# Malacolimax
Malacolimax ist eine Gattung der Nacktschnecken-Familie der Schnegel (Limacidae) aus der Unterordnung der Landlungenschnecken (Stylommatophora). Sie beinhaltet derzeit nur drei oder vier Arten.

## Merkmale
Die Arten der Gattung Malacolimax sind eher kleine bis mittelgroße Vertreter der Schnegel mit ausgestreckt einer Länge von etwa 5 cm. Der Kiel ist recht kurz und schwach ausgebildet. Die Arten sind häufig einheitlich gefärbt oder mit nur schwachen Längsbinden versehen, selten gefleckt. Die Fußsohle ist einfarbig.
Im hermaphroditischen Genitalapparat ist der Penis kurz kolbenförmig, kugelig oder zylindrisch. Der kurze Samenleiter (Vas deferens) und Penisretraktor liegen neben dem Penis und sind mit ihm verwachsen. Intern besitzt der Penis einen komplexen Pilaster, der nahezu das Lumen ausfüllt. Auf dem Pilaster sitzt ein Stimulator. Der Eileiter ist mäßig lang, der Stiel der Spermathek ist kurz. 
Die Bursa copulatrix mündet in den Penis oder nahe dem Übergang von Penis und Atrium. Die Prostata ist mit dem Eileiter verwachsen. 
Im Verdauungstrakt ist der Darm mit drei Schlingen nicht verdreht, die zweite Darmschlinge ist kürzer als die dritte und erste Schlinge.

## Geographische Verbreitung, Lebensraum und Lebensweise
Die Arten der Gattung Malacolimax sind auf West- und Mitteleuropa, Südosteuropa und die Kanarischen Inseln beschränkt.

## Taxonomie
Die Gattung Malacolimax wurde 1868 von August Wilhelm Malm aufgestellt. Die Typusart ist Limax tenellus Müller, 1774 (Pilzschnegel) durch Monotypie. Malacolimax wurde von manchen Autoren auch als Untergattung von Limax angesehen. Derzeit werden drei oder vier Arten zur Gattung gestellt, wobei Malacolimax kostalii von einigen Autoren als Synonym von  Malacolimax tenellus angesehen wird. Dagegen führt die Fauna Europaea vier Arten als gültig auf.
- ?Malacolimax kostalii Babor, 1900
- Malacolimax mrazeki (Simroth, 1904)
- Pilzschnegel (Malacolimax tenellus) (Müller, 1774)
- Malacolimax wiktori Alonso & Ibáñez, 1989

## Belege